# Norbert Henze
Norbert Karl Henze  (* 12. September 1951) ist ein deutscher Mathematiker, der sich überwiegend mit Stochastik beschäftigt.

## Leben
Henze studierte ab 1969 Mathematik und Informatik an der TU Hannover, wo er 1975 sein Diplom machte und 1981 bei Dietrich Morgenstern mit der Arbeit Ein asymptotischer Satz über den maximalen Minimalabstand von unabhängigen Zufallsvektoren mit Anwendung auf einen Anpassungstest im {\displaystyle \mathbb {R} ^{p}} und auf der Kugel promovierte.
1986 habilitierte er sich für das Fachgebiet Mathematik mit Ein Nachbar-Typ-Test für das nichtparametrische multivariate Zwei- und Mehr-Stichprobenproblem mit allgemeiner Alternative.
Nach Professurvertretungen an den Universitäten Göttingen (1987) und Gießen (1988–1990) war er von 1991 bis 2020 ordentlicher Professor für Mathematische Stochastik am Karlsruher Institut für Technologie (KIT), vormals Universität Karlsruhe (TH). Von 1999 bis 2002 war er Dekan der Fakultät für Mathematik und von 2002 bis 2009 Prorektor der Universität Karlsruhe (TH). 2014 gewann er
den Ars legendi-Preis für exzellente Hochschullehre im Fach Mathematik. Seit dem 1. April 2020 ist er pensioniert.

## Schriften (Auswahl)
Bücher
- Mit Hans Riedwyl: How to Win More – Strategies for Increasing a Lottery Win, A K Peters, Natick, Massachusetts 1998, ISBN 978-1-56881-078-2.
- Mit Günter Last: Mathematik für Wirtschaftsingenieure und für naturwissenschaftlich-technische Studiengänge Band I, Vieweg, Wiesbaden, 2. Auflage 2005, ISBN 978-3-528-13190-6.
- Mit Günter Last: Mathematik für Wirtschaftsingenieure und für naturwissenschaftlich-technische Studiengänge Band II, Vieweg+Teubner, Wiesbaden, 2. Auflage 2010, ISBN 978-3-8348-1441-8, doi:10.1007/978-3-8348-9785-5.
- Irrfahrten und verwandte Zufälle, Springer Spektrum 2013, ISBN 978-3-658-01850-4, doi:10.1007/978-3-658-01851-1
- Mit Martin Brokate, Frank Hettlich, Andreas Meister, Gabriele Schranz-Kirlinger, Thomas Sonar: Grundwissen Mathematikstudium. Höhere Analysis, Numerik und Stochastik. Springer Spektrum, Berlin / Heidelberg 2016, ISBN 978-3-642-45077-8, doi:10.1007/978-3-642-45078-5.
- Mit Martin Brokate, Frank Hettlich, Andreas Meister, Gabriele Schranz-Kirlinger, Thomas Sonar: Arbeitsbuch Grundwissen Mathematikstudium. Höhere Analysis, Numerik und Stochastik – Aufgaben, Hinweise, Lösungen und Lösungswege. Unter Mitwirkung von Daniel Rademacher. Springer Spektrum, Berlin / Heidelberg 2016, ISBN 978-3-642-54945-8, doi:10.1007/978-3-642-54946-5.
- Irrfahrten – Faszination der Random Walks. 2. Auflage. Springer Spektrum, Wiesbaden 2018, ISBN 978-3-658-22857-6, doi:10.1007/s00591-018-0230-y.
- Stochastik: Eine Einführung mit Grundzügen der Maßtheorie. Springer Spektrum, 2019, ISBN 978-3-662-59563-3, doi:10.1007/978-3-662-59563-3.
- Arbeitsbuch Stochastik. Springer Spektrum, Berlin / Heidelberg 2019, ISBN 978-3-662-59722-4, doi:10.1007/978-3-662-59722-4.
- Stochastik für Einsteiger, 13. Auflage Springer Spektrum 2021, ISBN 978-3-662-63839-2, doi:10.1007/978-3-662-63840-8.
- Mit  Kai Müller, Judith Schilling: Stochastik rezeptfrei unterrichten: Anregungen für spannende Lehre über den Zufall, Springer, 2021, ISBN 978-3-662-62743-3.
- Asymptotische Stochastik: Eine Einführung mit Blick auf die Statistik. Springer Spektrum, Berlin 2022, ISBN 978-3-662-65610-5, doi:10.1007/978-3-662-65611-2.

Artikel in referierten internationalen Journalen (Auswahl)
- The limit distribution of maxima of 'weighted' rth nearest neighbour distances. Journ. Appl. Probab. 19, 344–354 (1982).
- On the fraction of random points with specified nearest-neighbour interrelations and degree of attraction. Adv. Appl. Probab. 19, 873–895 (1987).
- A multivariate two-sample test based on the number of nearest neighbor type coincidences. Ann. Statist. 16, 772–783 (1988).
- Mit Ludwig Baringhaus: A consistent test for multivariate normality based on the empirical characteristic function. Metrika 35, 339–348 (1988).
- Mit Holger Dette: The limit distribution of the largest nearest neighbour link in the unit d-cube. Journ. Appl. Probab. 26, 67–80 (1989).
- Mit Ludwig Baringhaus: Limit distributions for measures of multivariate skewness based on projections. Journ. Multiv. Anal. 38, 51–69 (1991).
- Mit Ludwig Baringhaus: Limit distribution for Mardia's measure of multivariate skewness. Ann. Statist. 20, 1889–1902 (1992).
- Mit Bernd Voigt: Almost sure convergence of certain slowly-changing one- and multi-sample statistics. Ann. Probab. 20, 1086–1098 (1992).
- Mit Timo Klein: The limit distribution of the largest interpoint  distance from a symmetric Kotz sample. Journ. Multiv. Anal. 57, 228–239 (1996).
- Mit Mathew Penrose: On the multivariate runs test. Ann. Statist. 27, 290–298 (1999).
- Mit Yakov Yu. Nikitin: A new approach to goodness-of-fit testing based on the integrated empirical process. Journ. Nonpar. Statist. 12, 391–416 (2000).
- Invariant tests for multivariate normality: a critical review. In: Statistical Papers. Band 43, 2002, S. 467–506, doi:10.1007/s00362-002-0119-6.
- Mit Bernhard Klar und Simos G. Meintanis: Invariant tests for symmetry about an unspecified point based on the empirical characteristic function. Journ. Multiv. Anal. 87, 275–297 (2003).
- Mit Bernhard Klar und Li Xing Zhu: Checking the adequacy of the multivariate semiparametric shift model. Journ. Multiv. Anal. 93, 238–256 (2005).
- Mit Bruno Ebner und Yakov Yu. Nikitin: Integral distribution-free statistics of L^p-type and their asymptotic comparison. Comput. Statist. Data Anal. 53, 3426–3438 (2009).
- Mit Maria D. Jiménez-Gamero: A test for Gaussianity in Hilbert spaces via the empirical characteristic functional. Scand. Journ. Statist. 48 (2021), 406–428.

Artikel in referierten Journalen zur Didaktik der Mathematik (Auswahl)
- Mit Wolfgang Stummer: Mittelwerte und Mitten in der Stochastik. Praxis der Mathematik 50, 18–29 (2004).
- Zwischen Angst und Gier – die Sechs verliert. Stochastik in der Schule 31(2), 2–5 (2011).
- Stochastische Extremwertprobleme im Fächer-Modell I: Minima von Wartezeiten und Kollisionsprobleme. Stochastik in der Schule 35(3), 24–30 (2015).
- Stochastische Extremwertprobleme im Fächer-Modell II: Maxima von Wartezeiten und Sammelbilderprobleme. Stochastik in der Schule 36(1), 2–9 (2016).
- Verständnisorientierter gymnasialer Stochastikunterricht -- quo vadis? Stochastik in der Schule, 38(3), 12–23 (2018).
- Mit Reimund Vehling: Der verwirrende Siegeszug des Histogramms in deutsche Klassenzimmer: Sind Stabdiagramme tot? Der Mathematikunterricht (MU) 65(1), 33–41 (2019).
- Ein Simpson-Paradoxon bei Covid-19-Todesfallraten. Stochastik in der Schule 41(1), 33–35 (2021).
- Mit Reimund Vehling: Im Vordergrund steht das Problem -- oder: Warum ein Häufigkeitsnetz? Stochastik in der Schule 41(1), 27–32 (2021).
- Mit Reimund Vehling: Setzstrategien, goldener Schnitt und ein Erwartungswert-Paradoxon. Stochastik in der Schule 42(1), 21–31 (2022).
- Weg mit der Bernoulli-„Kette“! Stochastik in der Schule 43(1),  19–23 (2023).
- Binomialkoeffizienten – verstehen oder rechnen? Stochastik in der Schule 43(1), 13–18 (2023).